# كونسيبسيون
كونسيبسيون هي مديرية في باراغواي، ومدينة، تقع في إدارة كونسيبسيون ، وهي عاصمتها، بلغ عدد سكانها 45,068 نسمة، تبلغ مساحتها 8,490 كيلومتر مربع.

## المناخ
يظهر الجدول التالي التغييرات المناخية على مدار السنة لكونسيبسيون:
| البيانات المناخية لـكونسيبسيون | البيانات المناخية لـكونسيبسيون | البيانات المناخية لـكونسيبسيون | البيانات المناخية لـكونسيبسيون | البيانات المناخية لـكونسيبسيون | البيانات المناخية لـكونسيبسيون | البيانات المناخية لـكونسيبسيون | البيانات المناخية لـكونسيبسيون | البيانات المناخية لـكونسيبسيون | البيانات المناخية لـكونسيبسيون | البيانات المناخية لـكونسيبسيون | البيانات المناخية لـكونسيبسيون | البيانات المناخية لـكونسيبسيون | البيانات المناخية لـكونسيبسيون |
| الشهر | يناير                          | فبراير                         | مارس                           | أبريل                          | مايو                           | يونيو                          | يوليو                          | أغسطس                          | سبتمبر                         | أكتوبر                         | نوفمبر                         | ديسمبر                         | المعدل السنوي                  |
| --- | ------------------------------ | ------------------------------ | ------------------------------ | ------------------------------ | ------------------------------ | ------------------------------ | ------------------------------ | ------------------------------ | ------------------------------ | ------------------------------ | ------------------------------ | ------------------------------ | ------------------------------ |
| الدرجة القصوى °م (°ف) | 41.6 (106.9)                   | 41.0 (105.8)                   | 40.0 (104.0)                   | 38.2 (100.8)                   | 35.0 (95.0)                    | 34.8 (94.6)                    | 36.2 (97.2)                    | 38.4 (101.1)                   | 40.8 (105.4)                   | 41.8 (107.2)                   | 42.6 (108.7)                   | 41.4 (106.5)                   | 42.6 (108.7)                   |
| متوسط درجة الحرارة الكبرى °م (°ف) | 33.4 (92.1)                    | 33.2 (91.8)                    | 32.2 (90.0)                    | 29.3 (84.7)                    | 26.6 (79.9)                    | 24.3 (75.7)                    | 25.1 (77.2)                    | 26.5 (79.7)                    | 27.8 (82.0)                    | 30.7 (87.3)                    | 32.0 (89.6)                    | 32.6 (90.7)                    | 29.5 (85.1)                    |
| المتوسط اليومي °م (°ف) | 27.6 (81.7)                    | 27.3 (81.1)                    | 26.2 (79.2)                    | 23.5 (74.3)                    | 20.3 (68.5)                    | 18.5 (65.3)                    | 18.7 (65.7)                    | 20.0 (68.0)                    | 21.8 (71.2)                    | 24.5 (76.1)                    | 26.0 (78.8)                    | 27.2 (81.0)                    | 23.5 (74.3)                    |
| متوسط درجة الحرارة الصغرى °م (°ف) | 22.7 (72.9)                    | 22.5 (72.5)                    | 21.3 (70.3)                    | 18.5 (65.3)                    | 15.9 (60.6)                    | 13.8 (56.8)                    | 13.3 (55.9)                    | 14.3 (57.7)                    | 16.1 (61.0)                    | 18.6 (65.5)                    | 20.2 (68.4)                    | 21.7 (71.1)                    | 18.2 (64.8)                    |
| أدنى درجة حرارة °م (°ف) | 12.5 (54.5)                    | 12.0 (53.6)                    | 8.0 (46.4)                     | 5.3 (41.5)                     | 2.5 (36.5)                     | 0.0 (32.0)                     | −1.5 (29.3)                    | −3.0 (26.6)                    | 1.8 (35.2)                     | 5.7 (42.3)                     | 10.0 (50.0)                    | 11.4 (52.5)                    | −3.0 (26.6)                    |
| الهطول مم (إنش) | 152.8 (6.02)                   | 122.8 (4.83)                   | 140.1 (5.52)                   | 122.9 (4.84)                   | 124.8 (4.91)                   | 62.3 (2.45)                    | 42.6 (1.68)                    | 55.8 (2.20)                    | 67.7 (2.67)                    | 124.7 (4.91)                   | 161.8 (6.37)                   | 163.5 (6.44)                   | 1٬341٫8 (52.83)                |
| متوسط أيام هطول الأمطار (≥ 0.1 mm) | 10                             | 9                              | 8                              | 7                              | 7                              | 7                              | 5                              | 6                              | 7                              | 8                              | 8                              | 10                             | 92                             |
| متوسط الرطوبة النسبية (%) | 69                             | 73                             | 74                             | 76                             | 77                             | 77                             | 72                             | 70                             | 68                             | 67                             | 67                             | 70                             | 72                             |
| ساعات سطوع الشمس الشهرية | 224                            | 213                            | 217                            | 184                            | 182                            | 152                            | 183                            | 156                            | 173                            | 208                            | 222                            | 222                            | 2٬336                          |
| المصدر #1: NOAA (July, November, and December record highs, and March, April, May, August, and October record lows), Meteo Climat (record highs and lows) |                                |                                |                                |                                |                                |                                |                                |                                |                                |                                |                                |                                |                                |
| المصدر #2: الأرصاد الجوية الألمانية (sun) |                                |                                |                                |                                |                                |                                |                                |                                |                                |                                |                                |                                |                                |

## أعلام
- مانويل فرانكو
- إليجيو إيتشاغو
- رودي فيريرا
- دييغو باريوس
- فيكتوريانو لغويزامون